# Noboru Takeuchi
Noboru Takeuchi (Chía, Colombia) es un profesor, investigador y divulgador científico Mexicano. Su investigación se especializa en el estudio de la materia condensada y la nanotecnología. Su obra de divulgación está dirigida hacia un público general el cual incluye jóvenes y niños. Ha coordinado la publicación de libros de divulgación científica en lenguas originarias de México como náhuatl, hñä hñu, zapoteco, mixteco, maya, mixe, pai pai, zoque ayapaneco, chinanteco, mazateco y yokotán. Su padre, Yu Takeuchi, fue un pionero de la divulgación matemática en Colombia.

## Vida académica
Noboru Takeuchi estudió en el Colegio Nacional Nicolás Esguerra en Bogotá, posteriormente ingreso a la carrera de física en la Universidad Nacional de Colombia donde se graduó con honores en 1984. En 1990 terminó sus estudios de doctorado en la Universidad Estatal de Iowa, obteniendo su PhD en Física. De 1990 a 1993 realizó una estancia posdoctoral en la Escuela Internacional de Estudios Avanzados de Trieste, Italia.
En 1994 inició su actividad académica en el Centro de Nanociencias y Nanotecnología de la Universidad Nacional Autónoma de México, donde actualmente es Investigador Titular C de tiempo completo.
Ha sido Investigador Visitante en el Departamento de Química de la Universidad de Princeton, en el Departamento de Física y Astronomía y en el Instituto de la Nanoescala y Fenómenos Cuánticos de la Universidad de Ohio.

## Investigación
Noboru Takeuchi se ha especializado en el estudio de las propiedades estructurales, electrónicas, dinámicas y magnéticas de sólidos, líquidos, sólidos amorfos y nanoestructuras. En particular, ha estudiado las propiedades de superficies metálicas y semiconductoras y su modificación con el depósito de átomos y moléculas. 
Su trabajo de investigación se inició con un estudio de la reconstrucción de las superficies del oro, combinando cálculos de primeros principios y modelos teóricos sencillos, un procedimiento poco usado hasta entonces. Estos estudios explicaron porqué las superficies de oro se reconstruyen y las de la plata no y además han servido para explicar el comportamiento de otros sistemas como nanoalambres y nanopartículas de oro.
Con respecto a las superficies semiconductoras, encontró que la estructura más estable de la superficie de Ge(111) temperatura ambiente es una terminada en átomos adicionales (adátomos) sobre una superficie casi ideal. También caracterizó dos transiciones de fases a temperaturas más elevadas, y realizó un estudio de dinámica molecular de primeros principios de la superficie de Ge(111) a altas temperaturas, la primera de su tipo. Determinó que la superficie se funde antes que el sólido, pero este comportamiento se confina a la primera bicapa de átomos. Este trabajo es hoy considerado el ejemplo más claro de fusión superficial incompleta o bloqueada en semiconductores.[cita requerida]
Algunas de las áreas en la que el Dr. Takeuchi está trabajando actualmente incluyen entre otras:
(a) Funcionalización de superficies semiconductoras con moléculas orgánicas. La introducción de la química orgánica en los semiconductores, puede traer nuevas aplicaciones. La habilidad de las moléculas orgánicas para adsorber y emitir luz a ciertas frecuencias, de detectar moléculas, o de reconocer muestras biológicas son ejemplos de algunas aplicaciones que se podrían extender a la tecnología de los semiconductores. El uso de dispositivos basados en monocapas (nanoestructuras 2D) de compuestos orgánicos, ya es usado en aplicaciones prácticas reales. Sin embargo, el mecanismo de cómo reaccionan estas monocapas con la superficie semiconductora es algo que no se conoce muy bien. Los trabajos del doctor Takeuchi empiezan a explicar dichos mecanismos, lo cual podría resultar en mejores y más eficientes procesos.
(b) Ingeniería de la banda prohibida. Es una técnica poderosa para el diseño de nuevos materiales y dispositivos semiconductores. La idea es poder variar la banda prohibida de manera arbitraria y continua. De esta manera las propiedades de transporte de los electrones y los agujeros se pueden ajustar de forma independiente y continua para una aplicación determinada. El grupo del Dr. Takeuchi ha encontrado que es posible ajustar el tamaño de la banda prohibida del nitruro de galio por medio de heterojunciones con otros nitruros como el InN, ScN e YN, variando el número de capas. También ha demostrado que es posible ajustar la banda prohibida de sistemas bidimensionales, tales como el fosforeno azul, aplicando una deformación. De estos enfoques pueden emerger una nueva generación de dispositivos con capacidades únicas, que van desde diodos emisores de luz hasta fotomultiplicadores de estado sólido.
(c) Catalizadores de un solo átomo: la selectividad en la catálisis es clave para muchos procesos industriales, pero es difícil de controlar. En los llamados catalizadores de un solo átomo, un componente catalítico se aísla dentro de una segunda fase para agregar una funcionalidad clave pero que de otro modo no estaría disponible. El grupo del Dr. Takeuchi en colaboración con investigadores de la Universidad de California encontraron, usando métodos teóricos y experimentales, que el uso de aleaciones metálicas que consisten en átomos individuales de Pt diluidos en nanopartículas de Cu promueven la hidrogenación selectiva de aldehídos no saturados, resultando en la formación de alcoholes, una reacción de interés en la fabricación de productos químicos finos.
(d) La Reacción de reducción de oxígeno (ORR): es una reacción de gran interés, ya sea para la aplicación de energía alternativa en celdas de combustible o para la producción in situ de peróxido de hidrógeno en aplicaciones de remediación ambiental. Usando métodos teóricos y experimentales, el Dr. Takeuchi y sus colaboradores estudiaron el mecanismo atómico involucrado en el ORR en materiales de carbono grafito dopado con nitrógeno. Sus resultados teóricos y experimentales muestran bajo qué condiciones se forma peróxido de hidrógeno o agua.
(e) Materiales para espintrónica y almacenamiento de datos: mientras que los dispositivos electrónicos convencionales están construidos de componentes desarrollados a partir de la carga eléctrica, la espintrónica se propone fabricar nuevos componentes que permitan manipular el espín electrónico. El grupo del Dr. Takeuchi, en colaboración con colegas de la U. de Ohio, ha estudiado la formación de interfaces semiconductor/magnéticas o ferromagnéticas/ antiferromagnéticas con el uso de nitruros metálicos, con propiedades nuevas tales como asimetría magnética y “spin bias”.
(f) el uso de nanoestructuras bidimensionales para atrapar y descomponer moléculas contaminantes. Moléculas como el dióxido de azufre son muy contaminantes y entre otras cosas, son responsables de la lluvia ácida. Como consecuencia, tiene importantes impactos negativos en la salud humana y en el medio ambiente. Por lo tanto, sacarlo del aire es una necesidad. El grupo del Dr. Takeuchi ha propuesto el uso de siliceno (una sola capa de átomos de Si), no solo para detectar moléculas de dióxido de carbono (y otras moléculas contaminantes), sino también para inactivarlas por completo.
(g) Estudios a nivel molecular de las reacciones asociadas con la deposición de capas atómicas (ALD del inglés Atomic Layer Deposition). ALD se basa en el uso alternativo de dos o más reacciones auto-limitantes y complementarias para depositar materiales sobre superficies sólidas una monocapa a la vez. Las técnicas ALD se han desarrollado recientemente como una forma poderosa de depositar películas delgadas de una manera controlada para la industria micro y nanoelectrónica. Hay, sin embargo, una serie de problemas aún no resueltos que implican la estequiometría, la estructura y la calidad química de las películas depositadas. El grupo del Dr. Takeuchi en colaboración con Investigadores de la Universidad de California y del CNyN ha estado estudiando algunas reacciones químicas asociadas a procesos de ALD, tales como la reacción de amidinatos de metales de transición en superficies de Cu, Ni y Pt, o la del dietil zinc con nanotubos de carbono.
También ha estudiado los efectos de la deposición de átomos y moléculas para formar de nanoestructuras de una (1D) y dos dimensiones (2D) sobre superficies semiconductoras, como nitruro de galio y otros semiconductores binarios usados en dispositivos optoelectrónicos.

## Popularización de la Ciencia
En cuando a la divulgación y promoción de la ciencia, el Dr. Takeuchi está comprometido con los sectores más vulnerables de la sociedad y sus esfuerzos han sido dirigidos especialmente hacia los niños y los pueblos indígenas. Dichos esfuerzos han sido responsables de la creación de un puente entre los avances más recientes en investigación académica y los hablantes de un gran número de lenguas en el país. El Dr. Takeuchi es coordinador del programa Ciencia Pumita, donde es editor y autor de una colección de catorce libros dirigidos principalmente hacia los niños y donde se introducen de manera sencilla y amena diversas áreas de las ciencias como la física, la química y la biología.  Su libro para niños “Números y estrellas mayas” recibió el Premio García Cubas 2007 como mejor libro en la categoría infantil o juvenil por el INAH y Conaculta y su segunda edición el Premio Caniem al Arte Editorial otorgado por la Cámara Nacional de la Industria Editorial Mexicana (2014). Participando en los esfuerzos de revitalización y divulgación en lengua originarias de México y América Latina, el Dr Takeuchi tiene una colaboración con hablantes, escritores e intérpretes de varias lenguas mexicanas indígenas para publicar material escrito, de audio y digital de divulgación de la nanotecnología y otras ciencias en lenguas indígenas o bilingües (con el español). La contribución del Dr. Takeuchi no solo es la escritura del texto en español sino también la de apoyar a los traductores en la interpretación y la adaptación de los términos científicos en las diferentes lenguas. Su libro “Nanotecnología” ha sido traducido a 15 lenguas indígenas de México. Su libro “Cambio climático y Energías Limpias” ha sido traducido a cinco lenguas. Este proyecto ha sido compartido de manera exitosa con Perú y con Bolivia, países con gran número de hablantes de lenguas originarias. El texto de nanotecnología fue editado por la Sociedad Peruana de Física en quechua, y por el Viceministerio de Ciencia y Tecnología de Bolivia en aimara.  De la misma manera que es importante llevar la ciencia desarrollada en los laboratorios a las comunidades indígenas, es primordial dar a conocer los conocimientos que se generan en dichas comunidades al resto de la población. Por esto, el Dr. Takeuchi está trabajando en la recuperación de este conocimiento y su diseminación por medio de la publicación de libros sobre temas científicos desarrollados por las comunidades indígenas: números mayas de ayer y de hoy, números nahuas de ayer y de hoy y números y cielo paipai.  Ha impartido conferencias en varios países de América Latina, en foros, que incluyen el Senado de la República de México, la Academia de Ciencias Exactas y Naturales de Venezuela, el Viceministerio de Ciencia y Tecnología de Bolivia y el Centro Cultural Gabriel García Márquez en Colombia.  También es el promotor y organizador de los Encuentros Conocimientos, Ciencia y Tecnología en un Mundo Multicultural, que buscan acercar la Ciencia y Tecnología a las comunidades, incluyendo las rurales y las indígenas. Uno de los objetivos de dichos encuentros es la conservación de los saberes tradicionales de las comunidades originarias de México y Latinoamérica.

## Distinciones
- 2017 Biblioteca de la Escuela Primaria Ignacio Allende de Dzitnup (Yucatán) es nombrada Dr. Noboru Takeuchi.
- 2016 Fue elegido como Fellow de la American Physical Society
- 2016 Premio Francisco Mejía Lira por la Sociedad Mexicana de Ciencia y Tecnología de Superficies y Materiales A.C.
- Premio a la Investigación Científica por la Sociedad Mexicana de Física 2015.
- Premio Latinoamericano de Divulgación de la Ciencia y la Tecnología 2015 en la categoría de Especialistas RedPop-Unesco.
- Ciudadano Distinguido del XXI Ayuntamiento de la ciudad de Ensenada en el área de Investigación Científica y Tecnológica.[21]
- 2015 Biblioteca de la Escuela José María Morelos y Pavón en Tesoco (Yucatán) es nombrada Dr. Noboru Takeuchi
- Premio Juchimán de Plata 2014 en Ciencia y Tecnología.[22]
- El libro Números y Estrellas Mayas fue distinguido con el Premio al Arte Editorial 2014 otorgado por la Cámara Nacional de la Industria Editorial Mexicana (Caniem).[23]
- Premio Nacional de Divulgación de la Ciencia 2013.[24]
- Premio Estatal de Ciencia y Tecnología del estado de Baja California en 2008.[25]
- Premio Antonio García Cubas 2007, otorgado por CONACULTA e INAH, por el mejor libro en la categoría infantil o juvenil.
- Distinción Universidad Nacional para Jóvenes Académicos en el Área de Investigación en Ciencias Exactas en el 2001.[26]
- Investigador Nacional Nivel 3 del Sistema Nacional de Investigadores a partir de 2002.
- Grado de honor, Universidad Nacional de Colombia, 1983.
- Puntuación más alta a nivel nacional en el examen nacional de ICFES para ingreso a la educación superior (Colombia) 1978.
- En 1976 Primer Lugar en Cuento Concurso Porvenires otorgado por la Academia Hispanoamericana de Artes y Ciencias, Bogotá, Colombia.

## Publicaciones
Ha escrito más de 230 artículos, de los cuales 180 son en revistas indizadas, 10 en capítulos de libros y el resto son artículos de divulgación de la ciencia. Sus artículos cuentan con más de 3200 citas y su factor H de Hirsh es de 32. Ha escrito tres libros técnicos y fue cofundador y coeditor en jefe de Mundo Nano: Revista Interdisciplinaria en Nanociencia y Nanotecnología.
Algunas publicaciones selectas:
- Controlling Selectivity in Unsaturated Aldehyde Hydrogenation Using Single-Site Alloy Catalysts, Y Cao, B Chen, J Guerrero-Sánchez, I Lee, X Zhou, N Takeuchi, F Zaera, ACS Catalysis 9 (10), 9150-9157
- N-Doped carbon nanotubes enriched with graphitic nitrogen in a buckypaper configuration as efficient 3D electrodes for oxygen reduction to H 2 O 2, E Contreras, D Dominguez, H Tiznado, J Guerrero-Sanchez, N Takeuchi, Nanoscale 11 (6), 2829-2839
- Silicene as an efficient way to fully inactivate the SO2 pollutant, J Guerrero-Sánchez, DM Munoz-Pizza, N Takeuchi, Applied Surface Science 479, 847-851
- Understanding the first half-ALD cycle of the ZnO growth on hydroxyl functionalized carbon nanotubes, J Guerrero-Sánchez, HA Borbon-Nunez, H Tiznado, N Takeuchi, Physical Chemistry Chemical Physics
- Iron on GaN(0001) Pseudo-1x1-1+1/12 Investigated by Scanning Tunneling Microscopy and First Principles Theory, Wenzhi Lin, Andrada-Oana Mandru, Arthur R. Smith, Noboru Takeuchi y Hamad A. H. Al-Brithen, Applied Physics Letters 104, 171607 (2014)
- Density Functional Theory Study of the Organic Functionalization of Hydrogenated Graphene, Pamela Rubio and Noboru Takeuchi, J. Phys. Chem. C, 117, 18738 (2013).
- Surface reaction of alkynes and alkenes with H-Si(111): A density functional theory study, N. Takeuchi, Y. Kanai y A. Selloni, Journal of the American Chemical Society 126, 15890 (2004).
- Metallization and Incomplete Melting at Semiconductor Surfaces: Ge(111), N. Takeuchi, A. Selloni y E. Tosatti, Physical Review Letters 72, 227 (1994).
- Theoretical Study of Noble-Metal (100) Surfaces Reconstructions using First Principles Techniques, N. Takeuchi, C.T. Chan y K.M. Ho, Physical Review Letters 63, 1273 (1989).

## Libros Publicados
- Números y Estrellas Mayas (Primera edición 2007, Segunda Edición 2014),  Dirección General de Divulgación de la Ciencia de la UNAM.ISBN 970324058-5
- Nanociencia y nanotecnología: la construcción de un mundo mejor átomo por átomo (2009), Fondo de Cultura Económica, FCE. ISBN 978-607-16-0154-4 Primera reimpresión (2011), segunda reimpresión (2013), tercera reimpresión (2016).
- Nanociencia y nanotecnología Panorama actual en México (2011), UNAM, CEIICH ISBN 978-607-02-2480-5. (2011).
- El Pequeño e Increíble Nanomundo (2011), Resistencia, UNAM. ISBN 978-607-7682-16-5
- Hugo y las Leyes del Movimiento (2011), Resistencia, UNAM. ISBN 978-607-7682-12-7
- Auka visitando a los pueblos Pai pai, Cucapa, Kumiai y Kiliwa, Noboru Takeuchi y Armandina González Castro (2011), Resistencia, UNAM. ISBN 978-607-7682-20-2
- Del mundo Dino al mundo Nano, Marisol Romo, Roberto Vázquez, Isabel Pérez y Noboru Takeuchi (2012), Resistencia, UNAM. ISBN 978-607-7682-32-5
- Nanotecnología /Tatanunio Kixiva’a Ndachuun, Noboru Takeuchi, Felicitas Julita Lopez, Eleuterio Suárez (2013), UNAM. ISBN 978-607-02-4173-4
- Ja nanociencia jits ja nanotecnología, Tonantzin Díaz, Julio Gallardo y Noboru Takeuchi (2013), UNAM. ISBN 978-607-02-4580-0
- Hablemos de nanociencia /Timononohtza inahuac nanociencia, Noboru Takeuchi, Inocencio Romano, Nazaria Sánchez, Encarnación Bautista, Jaime Sánchez y Gregorio H. Cocoletzi  (2013), UNAM. ISBN 978-607-02-4415-5
- Descubramos el mundo de la nanotecnología/Yugilhajrhu ka nhak yidzlyukiei, Noboru Takeuchi, Nelson Martínez y Pacomio Vargas (2013), UNAM.ISBN 978-607-02-4772-9
- Vamos a conocer la nanotecnología/Maga pädihu te'ä ra b'edi ra nanoteknología, Noboru Takeuchi, Adela Cava y Diana Angeles Camacho (2013), UNAM. ISBN 978-607-02-4670-8
- Conozcamos la nanotecnología/Ko'ox k' ajóoltik le nanotecnologíao',Noboru Takeuchi, Edber Enrique Dzidz Yam  (2013), UNAM. 978-607-02-5031-6
- Energías Limpias en Nuestro Mundo (2014) UNAM.ISBN 978-607-02-5028-8
- Energía y Medio Ambiente,manual básico de innovaciones tecnológicas para su mejor aprovechamiento,  (2014) Miguel Ángel Porrúa, UNAM, PROFEPA, Cámara de Diputados, LXII Legislatura. ISBN 978-607-401-700-7
- Energía/Ndyeé, Noboru Takeuchi, Felicitas Julita López y Eleuterio Suárez (2014), UNAM. ISBN 978-607-02-5028-6
- Conozcamos la nanotecnología/Këkëne´la ni Nanotecnología, Noboru Takeuchi y Silverio May(2014), CCYTET, UNAM.ISBN 978-607-02-5848-0 y 978-607-96-512-1-3
- Katamána t´ats´e je sondéle Nanotecnología, Noboru Takeuchi y José Luis García (2014), UNAM.ISBN 978-607-02-5840-4
- Ja pïktä'äky jë myëjk'äjtïn, Noboru Takeuchi, Julio César Gallardo Vásquez, Tonantzin Indira Díaz Robles y Luis Balbuena Gómez (2014), UNAM.ISBN 978-607-02-5880-0
- Números nahuas de ayer y de hoy / In nahuatl tlapoualis: yalhua uan axa, Noboru Takeuchi, Inocencio Romano, y Gregorio H. Cocoletzi  (2014), UNAM. ISBN 978-607-02-6009-4
- Energías limpias / Ya Hogä Nts'edi, Noboru Takeuchi, Adela Calva, Gabriel Almazán y Diana Angeles Camacho  (2015), UNAM. ISBN 978-607-02-6167-1
- Energías limpias/Sësëk yënël muk´, Noboru Takeuchi, José del Carmen Osorio May, Domingo Alejandro Luciano, Griselda Luciano de la Cruz, María Esmeralda López Méndez, María del Carmen Luciano de la Cruz   (2015), UNAM. ISBN 978-607-02-6321-7
- Números mayas de ayer y de hoy / Úuchben yéetel bejla 'il maayáaj xokobilo'obe', Noboru Takeuchi, Edber Enrique Dzidz Yam  (2015), UNAM. ISBN 978-607-02-6284-5
- Hablemos de nanotecnología / Dee´te nodonda küümi jom düüygo, Noboru Takeuchi, Grupo Colectivo Zoque Ayapaneco  (2015), UNAM. ISBN 978-607-96512-2-0
- Nanotecnología (2105), UNAM. ISBN 978-607-02-6501-3
- Hablemos de nanotecnología/Nanotecnologiy knawa, Noboru Takeuchi y Armandina González (2015), UNAM. ISBN 978-607-02-6536-5
- Hablemos de nanotecnología/Ry looera juú kieéh nanotecnologiiá, Noboru Takeuchi, Evodio López Velasco (2016),UNAM,COCYT.ISBN  978-607-02-7545-6
- Una mirada al nanomundo Con simulaciones computacionales de materiales, nanoestructuras y virus, Pamela Rubio Pereda y Noboru Takeuchi Universidad Nacional Autónoma de México, (México) ISBN 978-607-02-7985-0 (2016).
- Guía Didáctica para la Enseñanza de la Nanotecnología en Educación Secundaria, Pedro Serena, J.J. Giraldo, Noboru Takeuchi y Joaquín Tutor (Editores) Nanodyf-Cyted, (España),  ISBN-13-978-84-15413-33-2, (2014).
- Cambio Climático y energías limpias Noboru Takeuchi, Universidad Nacional Autónoma de México. ISBN 978-607-02-8896-8 (2017).
- Conozcamos la nanotencología, Ayajkaats ombas nosoik nanotecnología, Noboru Takeuchi, Anibal Gijon Maldonado, Universidad Nacional Autónoma de México, ISBN 978-607-02-9589-8 (2017).
- Descubramos el mundo de la nanotecnología, Uraqpachana jisk’a yati lura qhanstayañani, Noboru Takeuchi, Janeeth Caritas, Ministerio de Educación de Bolivia Depósito Lega 3-2-649-17 PO (2017).
- Hablemos de Nanotecnología, Tana tsaˡ  jїˡї  Nanoteknologia, Noboru Takeuchi y Antonio Ruiz Merino, Universidad Nacional Autónoma de México. ISBN 978-607-30-0787-0 (2018).
- Conozcamos la nanotecnología, Riqsiyku nanotecnología, Noboru Takeuchi, Santiago Cuba Huamaní y Gustavo Cuba Supanta, Universidad Nacional Autónoma de México, ISBN 978-607-02-7972-0 (2016).
- Numeros, Tierra y Cielo Quechuas, Noboru Takeuchi* , Universidad Nacional Autónoma de México, ISBN 978-607-30-0741-2, (2018)
- Numeros, Tiempo y Cielo Zapoteca, Ka rùlhabarù, dza lhen xba Xidzà, Noboru Takeuchi y Nelson Martinez, Universidad Nacional Autónoma de México, 978-607-02-9320-7, (2017).
- Números y Cielo Paipai, Chribchu ee myaa paipai, Armandina González, Noboru Takeuchi, Manuel Sánchez y Nina Martínez, Universidad Nacional Autónoma de México. ISBN 978-607-02-7850-1, (2016).
- Conozcamos la nanotencología, Jna'besbatik te Nanotegnologiae, Noboru Takeuchi, Inés Gómez, Universidad Nacional Autónoma de México, ISBN 978-607-02-8062-7 (2016)
- Hablemos de Energía, Matitlajtoua ikin chikaualistli, Noboru Takeuchi, Inocencio Romano y Gregorio H. Cocoletzi, Universidad Nacional Autónoma de México, ISBN 978-607-02-7896-9, (2016).
- Simulaciones computacionales de materiales y nanoestructuras, Noboru Takeuchi y Aldo Romero, Fondo de Cultura Económico, (México). ISBN: 9786071664341 | Clave FCE: 061041R (2019).
- Cosomovisiones en México, Estrellas y Dioses, Noboru Takeuchi, Nahiely Flores y José Franco, Editores, Universidad Nacional Autónoma de México. ISBN 978-607-30-3082-3 (2020).